# Upósatha
Upósatha (páli, doslova „půst, den půstu“) je buddhistický svátek, připadající na dny úplňku, novu, 1. a 3. měsíční čtvrti.
Svátek Upósatha je důležitý pro théravádový buddhismus, v mahájánových zemích má jen okrajový význam.

## Původ
Termín Upósatha se poprvé objevuje ve Védách, kde označuje dny půstu a přípravy na tzv. rituál „pití somy“. Také jiné náboženské sekty používaly v předbuddhistických časech tyto dny k shromažďování svých stoupenců a ke kázání svého učení. Na návrh magadhského krále Bimbisáry převzal i Buddha tuto praxi.

## Výpočet data konání
Konkrétní data svátku Upósatha se vypočítávají podle složité tradiční formule. To vede k tomu, že data svátků nemusí souhlasit s vlastními měsíčními fázemi. Různé théravádové školy se navíc řídí lehce odlišnými výpočty. Odstup mezi svátečními dny může činit pět, šest nebo sedm dnů.

## Praxe
Svátky Upósatha, které připadají na den úplňku a novu jsou významnější než dny 1. a 3. měsíční čtvrtě, protože v těchto dnech mniši navíc recitují Pátimokkhu, neboli 227 řádových pravidel (311 pro mnišky), obsažených ve vinaji.
Laici se během svátku řídí Osmi pravidly jednání (attha-síla), které slouží jako podpora jejich meditační praxe a jako způsob, jak podpořit odhodlání následovat Buddhovo učení. Pokud je to možné, navštěvují také místní kláštery, aby vyslechli přednášení Nauky a věnovali se zde meditaci.

## Dnešní situace
V théravádových zemích (Thajsko, Myanmar, Srí Lanka) byly dříve svátky Upósatha dny pracovního volna. Snaha přizpůsobit se Západu vedla postupně k přijetí západní podoby pracovního týdne. V některých théravádových klášterech na Západě se přešlo k praxi držet tyto svátky v neděli, aby se jich mohlo zúčastnit více laických stoupenců. Pátimokkha je nicméně recitována ve správné dny.
I když v tradičních buddhistických zemích navštěvují kláštery o svátcích Upósatha většinou už jen starší lidé, tyto dny stále ještě mají velký vliv na náboženský život.

## Zvlášť důležité svátky
Některé svátky Upósatha mají zvláštní význam v buddhistickém kalendáři:
- Mágha Púdžá (většinou v únoru) – někdy také nazýván „Den Sanghy“, upomíná na spontánní shromáždění 1250 Arahantů před Buddhou. Při této příležitosti Buddha pronesl shrnutí nejdůležitějších bodů svého učení (Óváda-pátimokkha gáthá).
- Vésákha Púdžá, Vésakh (většinou v květnu) – také nazývaný „Den Buddhy“. Připomíná jeho narození, Osvobození a odchod do parinibbány. Nejdůležitější buddhistický svátek. Častým zvykem je vypouštění zvířat (hlavně ptáků) na svobodu.
- Ásálha Púdžá (většinou v červnu) – „Den Dhammy“ upomíná na první Buddhovu řeč v Gazelím parku u Váránasí („Rozpravu o roztočení kola Nauky“, Dhamma-čakka-pavattanna sutta).
- Den Paváraná (většinou v říjnu) – označuje konec období dešťů. Následující měsíc bývají mnichům při obřadu kathina darována nová roucha.
- Den Ánápánasati (většinou v listopadu) – Na konci tříměsíčního období dešťů byl Buddha velmi spokojen s duchovním pokrokem svých žáků, a proto navrhl, aby se toto období ústraní ještě o jeden měsíc prodloužilo. O měsíc později pak o úplňku přednesl „Rozpravu o vědomém dýchání“ (Ánápánasati sutta).